# Juan Hitters
Juan Hitters (Buenos Aires, 10 de octubre de 1966) es un fotógrafo argentino. Ha alcanzado la fama por su obra artística y comercial, ilustrando portadas de discos, publicaciones editoriales, retratos de personas y personalidades y series fotográficas.

## Fotografías para discos, libros y campañas
Ha realizado numerosas imágenes para decorar las tapas de más de 100 discos de renombrados músicos internacionales tales como Keith Jarrett, Dino Saluzzi, Einojuhani Rautavaara entre otros para sellos como Deutsche Grammophon y ECM records de Alemania, BIS de Suecia, Naxos de Hong Kong y MA de California.
También sus fotos ilustran tapas de libros en Argentina y España y ha provisto fotografía a publicaciones de la talla del New York Times, Elle Deco, Wallpaper, Vogue, Architecture and Design, Dezeen, Condé Nast, Phaidon, GQ, El País, entre otras. Así mismo ha realizado campañas fotográficas para distintos canales de TV internacionales: Fox, NatGeo, Telemundo, América TV, Discovery, Cosmopolitan TV, Televisa y Film & Arts.

## Retratos
Hitters ha fotografiado artistas y figuras internacionales y de la cultura argentina; Diego Maradona, Susana Giménez, Eduardo Galeano, entre otros.

## Trayectoria artística
Ha expuesto en la Bienal de arquitectura de Milán, Italia. En Argentina ha participado de muestras en el Museo Nacional de Bellas Artes, el Palais de Glace, el Centro Cultural General San Martín y el Centro Cultural Plaza Castelli, la Fototeca Latinoamericana, entre otros sitios.
Su obra fotográfica personal forma parte de la Colección Permanente del Museo Nacional de Bellas Artes de Buenos Aires y de la Biblioteca Nacional de Francia.
En el 2014 ganó el Gran Premio Adquisición en fotografía del 103 Salón Nacional de las Artes visuales de fotografía, de Argentina, concurso organizado por la presidencia de la Nación, considerado el principal premio en fotografía de la República Argentina.

## Conferencias y docencia
Hitters también se ha desarrollado en el ámbito académico e institucional. Hitters ha sido profesor de fotografía publicitaria en la Universidad Católica Argentina (UCA) y ha impartido conferencias en la Universidad de San Andrés, la Triennale di Milano y la Brown University, entre otras universidades e instituciones.